# Paul Metge
Marius Paul Metge (Teil, (Ardèche) 7 de Julho de 1890 - Paris, 1933)foi um anarquista francês que na segunda década do século XX fez parte do Bando Bonnot, uma organização anarquista ilegalista que atuou em uma série de ações criminosas (assaltos e fraudes) contra as elites francesas nos anos de 1911 à 1913.